# Tracheplexia amaranta
Tracheplexia amaranta är en fjärilsart som beskrevs av Felder 1874. Tracheplexia amaranta ingår i släktet Tracheplexia och familjen nattflyn. Inga underarter finns listade i Catalogue of Life.